# Manuel Nogueras Carretero
Manuel Nogueras Carretero, soprannominato Manolín (La Puebla de Cazalla, 11 maggio 1903 – 19 aprile 1982), è stato un calciatore spagnolo, di ruolo attaccante.